# 斯特兰奈斯市镇
斯特兰奈斯市镇（瑞典語：Strängnäs kommun）是瑞典东南部南曼兰省的一个市镇，毗邻梅拉伦湖。其治所位于斯特兰奈斯。